# Isabella Keyzer
Isabella "Bella" Keyzer née Isabella Mitchell, née le 29 août 1922 à  Dundee et morte le 18 juillet 1992 dans la même ville, est une tisserande britannique devenue soudeuse et ouvrière d'un chantier naval. À la suite de la loi sur la discrimination sexuelle de 1975 au Royaume-Uni, elle reprend son métier de guerre en tant que soudeuse dans les chantiers navals écossais. Elle est reconnue comme une icône de l'égalité des femmes.

## Biographie
Isabella Mitchell nait à Dundee en 1922. Elle est la dernière des trois enfants d'Isabella (née Campbell) et de Thomas Mitchell. Sa mère travaille comme femme de ménage et dans une confiserie et son père est contremaître dans une boulangerie et il a déjà été marié. La famille de cinq personnes vit dans deux pièces mais sa maison dispose d'une bonne quantité de livres. Leurs parents avaient donné à son frère le deuxième prénom de Lénine. Son père était un syndicaliste actif  et il a été emprisonné lors de la grève générale de 1926.
Dès sa sortie de l’école, elle suit une formation de tisserande et occupe ce poste bien après le déclenchement de la Seconde Guerre mondiale en 1939. Elle tisse encore de la toile en 1941 mais elle a un enfant avec Dirk Keyzer qui combat avec les alliés en tant que membre de la Marine royale néerlandaise. Il est mentionné dans des dépêches pour sa bravoure lors de l'évacuation du personnel militaire britannique à Dunkerque et reçoit des médailles de la reine Wilhelmine des Pays-Bas. Il est commémoré au Musée de la marine de Den Helder (Pays-Bas). Ils se marient à son retour de la guerre.
En 1942, Isabella Keyzer décide qu'elle pourrait passer plus de temps avec son enfant si elle devenait soudeuse. À l’époque, elle travaille de longues heures comme ouvrière dans le domaine des munitions. Elle est acceptée pour une formation de six semaines à Rosyth et retourne au chantier naval de Caledon pour travailler aux côtés des autres soudeurs hommes. Elle a un emploi stable jusqu'à la fin de la guerre. Elle épouse Dirk Keyzer le 1er novembre 1949 et ils vont vivre aux Pays-Bas jusqu'en 1957. Elle parle couramment le néerlandais. En 1975, la loi sur la discrimination sexuelle de 1975 au Royaume-Uni est adoptée. Elle retourne travailler au Royaume-Uni et en 1976, elle s'inscrit au Dundee Technical College où elle se souvient de ses compétences en soudage. Le syndicat l'accepte comme membre mais elle n'obtient aucun entretien jusqu'à ce qu'elle postule en tant que « M. I. Keyzer ». C'était un chemin solitaire mais elle est rentrée dans les chantiers navals, comme elle le dira plus tard, en tant que « grosse épouse aux cheveux gris ».
Dans la seconde moitié des années 1980, sa contribution est remarquée. Le Dundee Oral History Project débute en 1985 avec des interviews de la BBC Two et de la télévision écossaise. En 1992, le conseil du district de Dundee la reconnait comme un modèle pour l'amélioration de l'égalité des femmes et lui décerne un prix .
Isabella Keyzer meurt à Dundee en 1992. Elle a une plaque commémorative à Dundee .